# Кут Вайнберга

Кут Вайнберга або кут змішування слабкої взаємодії — параметр в теорії електрослабкої взаємодії Вайнберга — Салама, зазвичай він позначається θW.
{\displaystyle {\begin{pmatrix}\gamma \\Z^{0}\end{pmatrix}}={\begin{pmatrix}\cos \theta _{W}&\sin \theta _{W}\\-\sin \theta _{W}&\cos \theta _{W}\end{pmatrix}}{\begin{pmatrix}B^{0}\\W^{0}\end{pmatrix}}}
Кожний з доданків оператора нейтрального струму є сумою векторного оператора з множником {\displaystyle I_{3}} і аксіального оператора з множником {\displaystyle I_{3}-2Q\sin ^{2}\theta _{w}}, де {\displaystyle I_{3}} — третя проєкція так званого слабкого ізотопічного спина, {\displaystyle Q} — заряд частинки, {\displaystyle \theta _{w}} — кут Вайнберга. Кут {\displaystyle \theta _{w}} визначає структуру нейтральних струмів і зв'язок між константами g і e слабкої і електромагніної взаємодій, відповідно:
{\displaystyle e=g\sin \theta _{w}}.